# Синхронное плавание

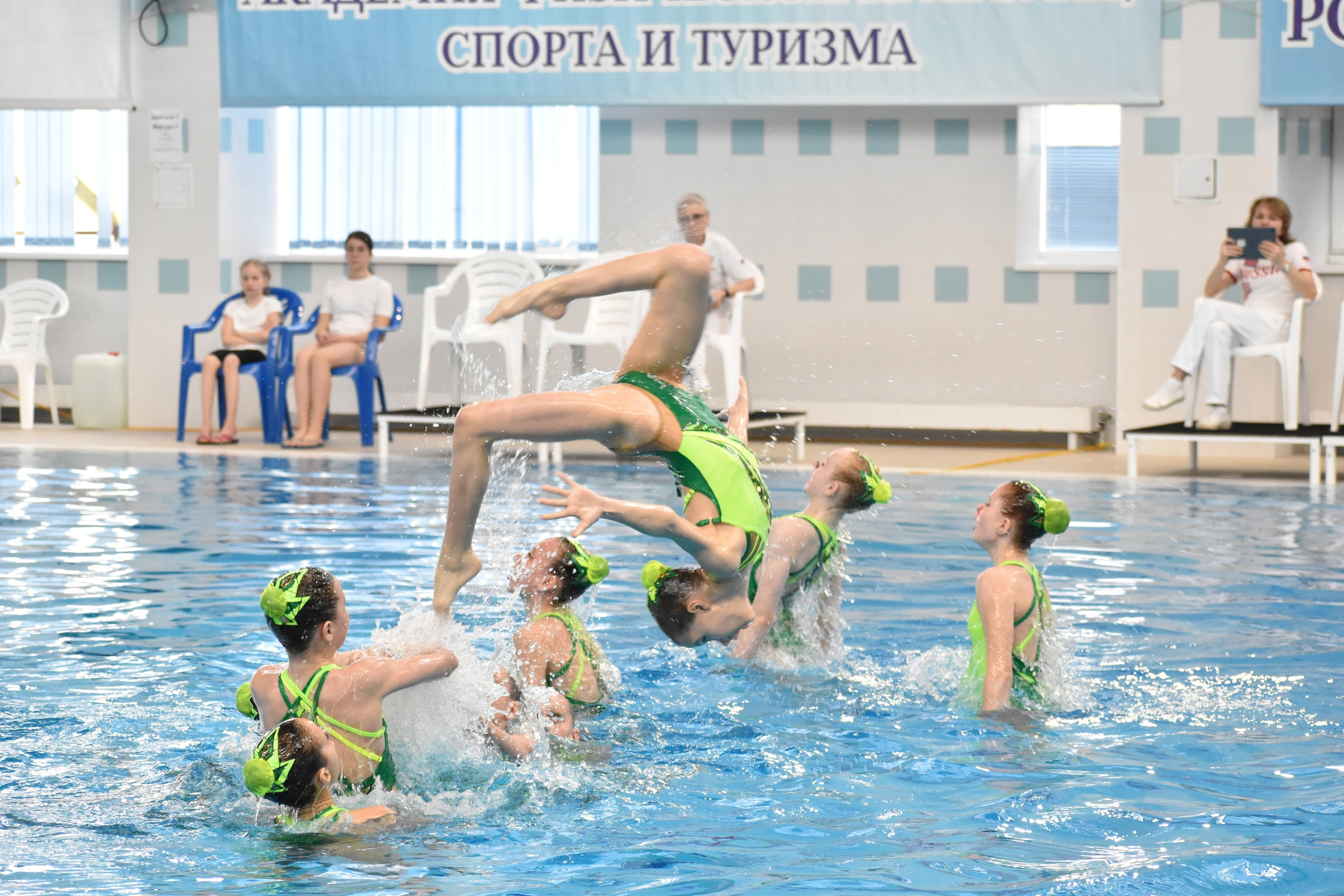
Поддержка в синхронном плавании

Синхронное плавание, также с 2017 года используется название артистическое (или художественное) плавание (англ. artistic swimming) — водный вид спорта, связанный с выполнением в воде различных фигур под музыку.
Несмотря на кажущуюся лёгкость, синхронное плавание является весьма требовательным видом спорта — помимо того, что спортсмены испытывают серьёзные физические нагрузки, им нужно обладать не только выносливостью, но и гибкостью, изяществом, отточенным мастерством и исключительным контролем дыхания.

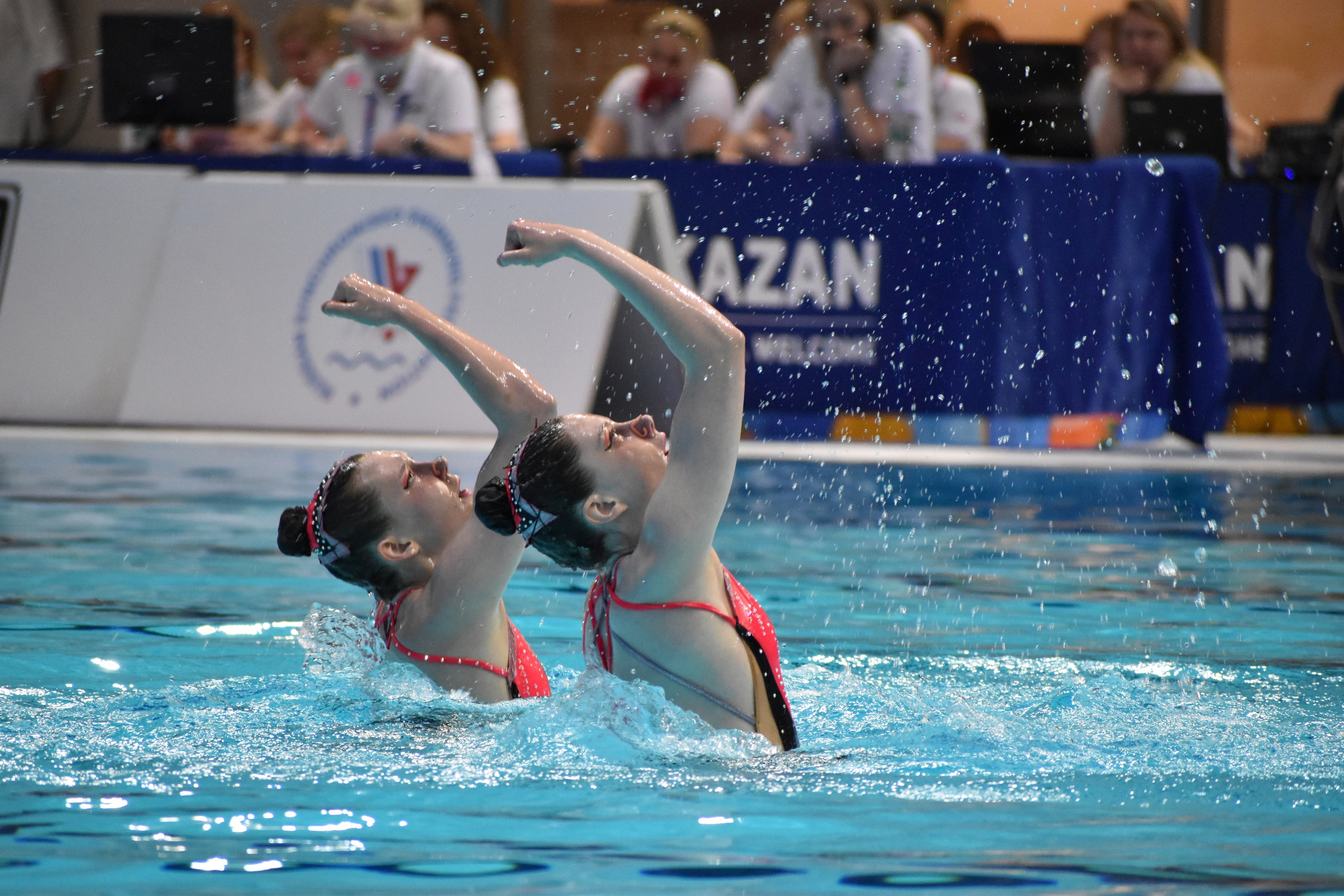
Дуэт в синхронном плавании (Чемпионат России г. Казань)

Официальные соревнования проводятся по спортивным дисциплинам:
- фигуры
- соло
- соло — техническая программа
- соло — произвольная программа
- дуэт
- дуэт — техническая программа
- дуэт — произвольная программа
- дуэт — смешанный
- дуэт — смешанный — техническая программа
- дуэт — смешанный — произвольная программа
- группа
- группа — техническая программа
- группа — произвольная программа
- комби
- акробатическая группа

Возрастные группы: женщины и мужчины, юниорки и юниоры, девушки и юноши, девочки и мальчики.
- 15 лет и старше;
- 15—18 лет;
- 13—15 лет;
- до 13 лет.

В возрастной группе до 13 лет возможно проведение соревнований в следующих возрастных группах:
- девочки, мальчики 11—12 лет
- девочки, мальчики 9—10 лет
- девочки, мальчики 8—9 лет
- девочки, мальчики 7—8 лет

## История
Первоначально известное как водный балет, синхронное плавание появилось в Канаде в 1920-е годы. В следующем десятилетии оно распространилось и в США. Показательные выступления в синхронном плавании появились на Олимпийских играх ещё в 1948 году и оставались на них в этом качестве целых двадцать лет. Лишь в 1984 году на играх в Лос-Анджелесе они получили статус полноправного олимпийского вида спорта: тогда были представлены одиночные и парные соревнования.
Соревнования состоят из технической и длинной программы. В первом случае спортсменки выполняют определённые фигуры. В длинной программе никаких ограничений на музыкальную или хореографическую композиции нет. Судейские оценки в синхронном плавании схожи с оценками в фигурном катании. Жюри, оценивающее действия спортсменок, состоит из двух групп судей по пять человек в каждой: одна группа оценивает технику выполнения программы, а другая — артистичность. Судьи сидят с обеих сторон бассейна. Минимальная оценка — 0,1 балл. Максимальная оценка, которую может выставить каждый из членов жюри, равняется десяти баллам.
В июле 2017 года Международная федерация плавания переименовала «синхронное плавание» в «артистическое плавание» (также на русском встречается вариант «художественное») с целью повышения популярности этого вида спорта. Федерация синхронного плавания России продолжает использовать старое название дисциплины.
Ранее синхронное плавание было традиционно женским видом спорта, но теперь в одиночных и парных соревнованиях участвуют мужчины и дети.
На чемпионатах мира по водным видам спорта по состоянию на 2025 год в синхронном плавании разыгрываются 11 комплектов наград: 
- 2 среди мужчин (сольная техническая программа и сольная произвольная программа),
- 4 среди женщин (техническая программа среди солистов и дуэтов, произвольная программа среди солистов и дуэтов),
- 3 среди смешанных команд (техническая программа, произвольная программа, акробатика),
- 2 среди смешанных дуэтов (техническая программа, произвольная программа).

## Синхронное плавание на Олимпийских играх

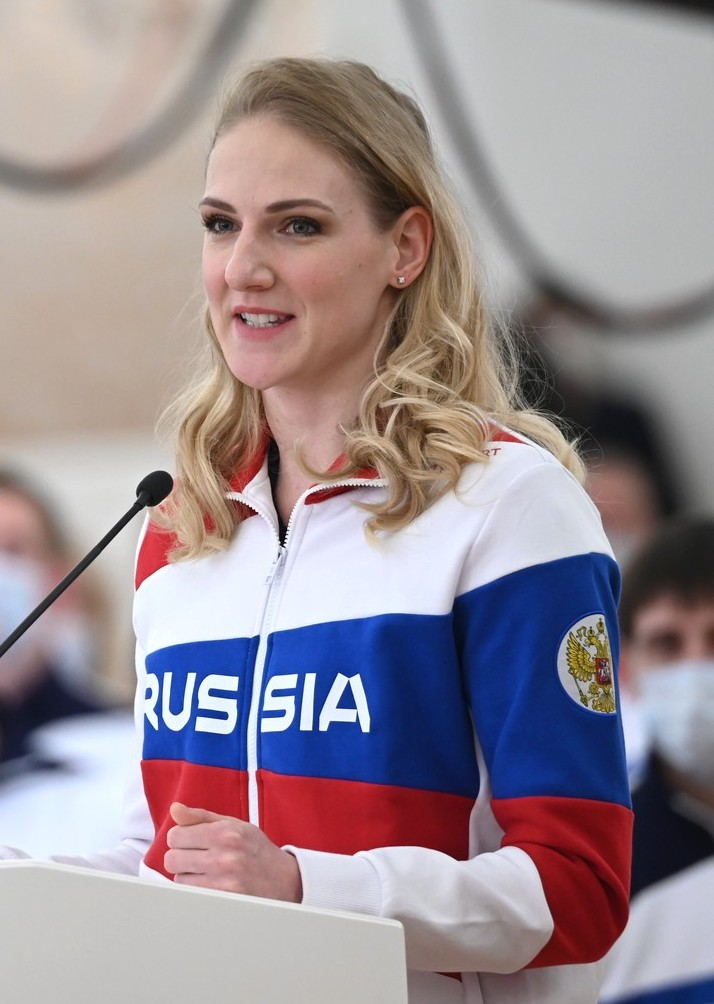
7-кратная олимпийская чемпионка и 21-кратная чемпионка мира Светлана Ромашина

До Олимпийских игр 1992 года в Барселоне программа соревнований по синхронному плаванию состояла из одиночного разряда (соло) и парного разряда.
На Играх 1996 года в Атланте программа олимпийских соревнований по синхронному плаванию претерпела изменения: из неё были исключены соревнования в одиночном и парном разрядах и включены групповые упражнения. Таким образом, в этом виде спорта на Играх Олимпиады в Атланте борьба велась только за один комплект наград. В состав команды каждой страны, участвовавшей в этих соревнованиях, входило по десять спортсменок. Золотые медали завоевала сборная США, серебряные — канадки, бронзовые — команда Японии.
С Олимпийских игр 2000 года разыгрывается два комплекта олимпийских наград — среди дуэтов и среди групп (8 спортсменок).
На шести подряд Олимпийских играх (2000, 2004, 2008, 2012, 2016, 2020) все золотые медали завоёвывала сборная России (на Играх 2020 года в Токио — команда ОКР) под руководством главного тренера Татьяны Покровской. Самой титулованной спортсменкой в истории синхронного плавания на Олимпийских играх стала Светлана Ромашина, завоевавшая с 2008 по 2021 год семь золотых наград. На счету Натальи Ищенко и Анастасии Давыдовой по 5 золотых медалей.